# 훈 마넷
훈 마넷(크메르어: ហ៊ុន ម៉ាណែត, 로마자 표기: Hŭn Manêt, 1977년 10월 20일~)은 캄보디아의 정치인이자 장군으로, 2023년부터 제33대 캄보디아의 총리로 재임 중이다. 집권 캄보디아 인민당(CPP)의 부총재도 맡고 있다.
마넷은 프놈펜에서 성장하며 일반 교육을 받았고, 1995년에 군에 입대했다. 같은 해, 미국 육군사관학교에 입학했다. 1999년에 졸업하면서 마넷은 이 사관학교를 졸업한 최초의 캄보디아인이자 그 해 졸업생 중 7명의 외국인 사관생도 중 한 명이 되었다.
정치 임명 전에 캄보디아 왕립군(RCAF)의 부사령관 겸 캄보디아 왕립 육군 사령관을 역임했다. 총리로 임명되면서 최고 민간 명예 칭호인 사메크 모하 보르보르 티파데이 훈 마넷(크메르어 로마자 표기: Samțec Mahapavaradhipatī Hun Manet)(크메르어: សម្តេចមហាបវរធិបតី; "위대한 군주이자 최고 지도자 훈 마넷"이라는 뜻)을 수여받았다.
2023년 캄보디아 총선 이후, 그의 아버지 훈 센은 7월 26일 총리직 사임을 발표했고, 이로써 마넷은 공식적으로 총리 지명자가 되었다. 노로돔 시하모니 국왕의 지명에 따라, 그와 그의 내각은 캄보디아 국민의회에서 만장일치로 승인되었고, 2023년 8월 22일 공식적으로 취임 선서를 했다.

## 초기 생애 및 교육
마넷은 1977년 10월 20일 크메르 루주 통치하의 민주 캄푸치아 캄퐁참주 메못구 코스마르 마을에서 훈 센과 분 라니의 둘째 아들로 태어났다. 할아버지 훈 니앙을 통해 테오체우 중국계 혈통이다. 훈 센에 따르면, 마넷이 태어난 밤에 집 지붕 위로 밝은 빛이 날아갔고, 훈 센은 그의 아들이 코스마르 마을에서 숭배받는 초자연적 존재로부터 태어났다고 믿게 되었다.
마넷은 프놈펜에서 성장하며 일반 교육을 받았고, 1995년에 RCAF에 입대했다. 같은 해 태국 장학금을 받고 미국 육군사관학교에 입학했다. 1999년 5월 졸업하면서 최초의 캄보디아 육사 졸업생이자 그 해 졸업한 7명의 외국인 사관생도 중 한 명이 되었다. 웨스트포인트 졸업 후 경제학 학사 학위를 받았고 캄보디아 왕립 육군 소위로 임관했다. 또한 2002년 뉴욕 대학교에서 경제학 인문사회 석사 학위를, 2009년 브리스틀 대학교에서 경제학 철학박사 학위를 받았다. 그의 박사 학위논문은 "기업 규모 분포와 구조적 통합을 결정하는 요인은 무엇인가? 국가 간 연구"라는 제목이었다.

## 군 복무

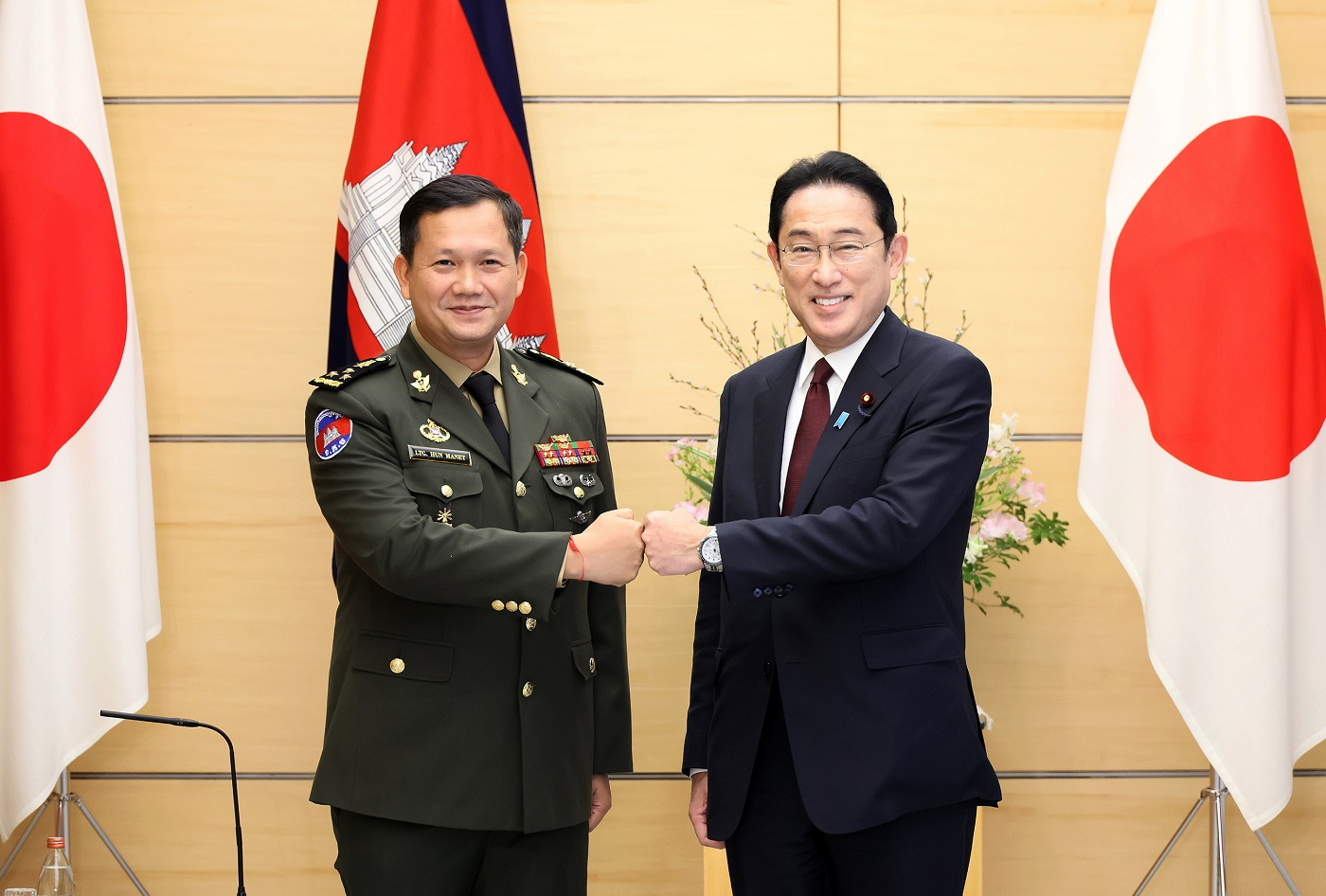
2022년 2월 16일 도쿄도에서 기시다 후미오 일본 총리와 함께.

마넷은 1995년 미국 육군사관학교에 입학한 같은 해에 캄보디아 왕립군에 입대했다. 2011년 1월, 캄보디아 왕립 육군 부사령관 겸 캄보디아 왕립군 합동참모부 부장에 임명된 지 불과 몇 달 만에 소장으로 진급했다. 마넷은 2008년 캄보디아-태국 국경 분쟁 당시 협상에서 중요한 역할을 했다. 2013년 6월 중장으로 진급했으며 2018년 7월에는 대장으로 진급하여 캄보디아 왕립군 부사령관으로서의 새로운 책임과 일치하게 되었다. 그의 남동생인 훈 마니스도 캄보디아 왕립군에서 준장으로 복무하고 있다. 2023년 4월 20일, 마넷은 공식적으로 대장으로 진급했다. 테아 반 국방부 장관은 마넷의 진급이 "국가, 군대, 캄보디아 국민을 위한 노력"을 반영한다고 말했다.
2018년 6월 30일, 의회 선거를 몇 주 앞두고 훈 센은 아들이 정치에서 은퇴하거나 사망할 경우 총리직을 승계할 수 있도록 마넷에게 더 높은 군사 직책을 부여하며 캄보디아의 훈 정치 왕조를 효과적으로 공고히 했다. 훈 센은 마넷을 자신의 잠재적 후계자로 언급하기도 했다.

## 정치 경력
2020년 6월, 마넷은 캄보디아 인민당 청년부문 대표로 승진했다.
언론과 훈 센 본인에 의해 총리 후보로 거론되었다. 2021년 12월 4일, 마넷은 훈 센의 뒤를 이어 당의 차기 총리 후보로 캄보디아 인민당 중앙위원회에서 만장일치로 선출되어 총리 지명자가 되었다.
2023년 8월 7일, 노로돔 시하모니 국왕은 마넷을 캄보디아 총리로 임명하고 마넷에게 캄보디아 내각을 구성할 것을 위임하는 왕실 법령을 발표했다.
총리 취임 직후, 마넷은 세계평화통일가정연합 창립자 문선명이 세운 한국 단체인 평화궁에서 세계평화통일가정연합의 찰스 양을 접견했다.

## 총리 재임

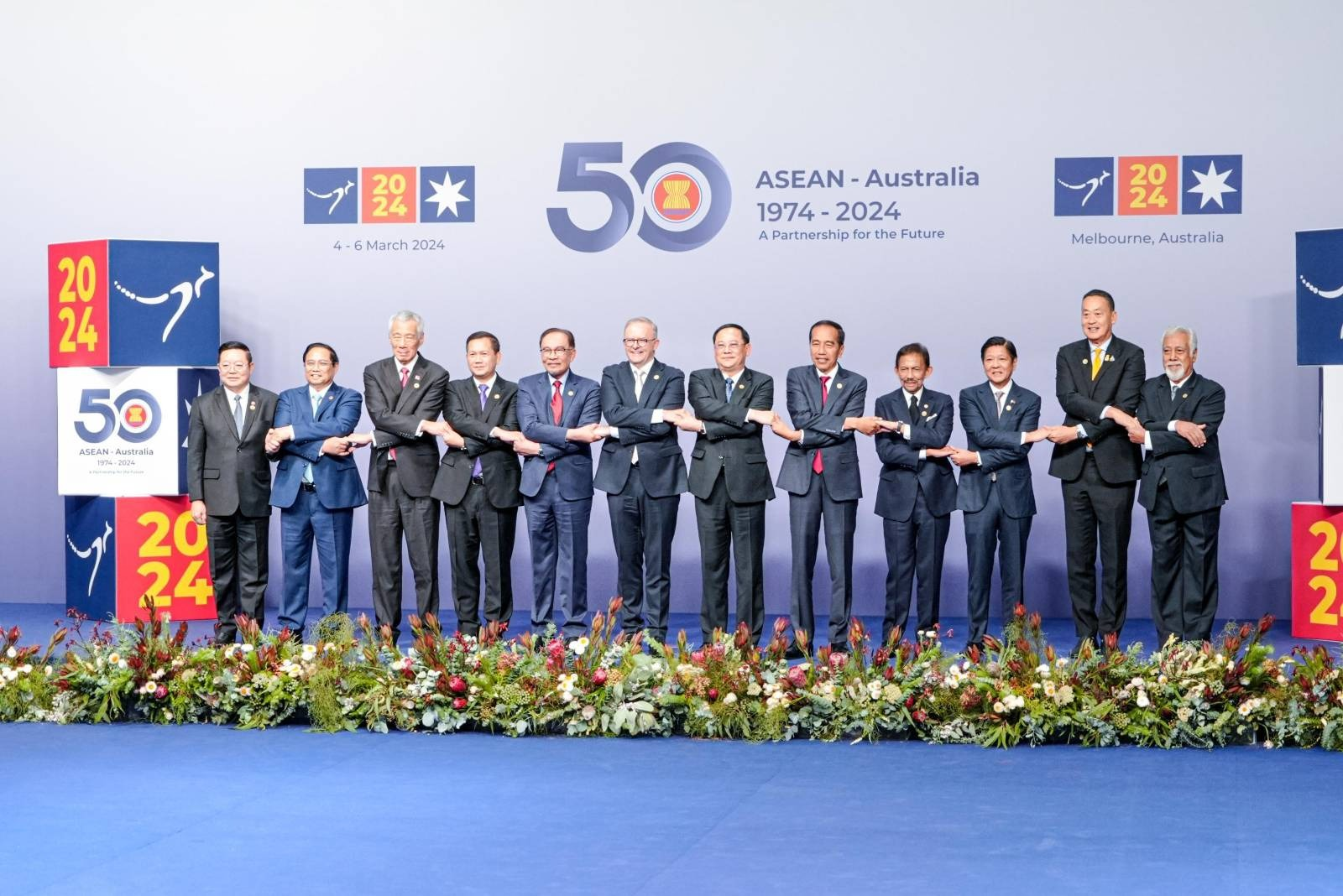
2024년 3월 5일 멜버른에서 열린 아세안-호주 정상회의에서 다른 아세안 지도자 및 앤서니 앨버니지 호주 총리와 함께.

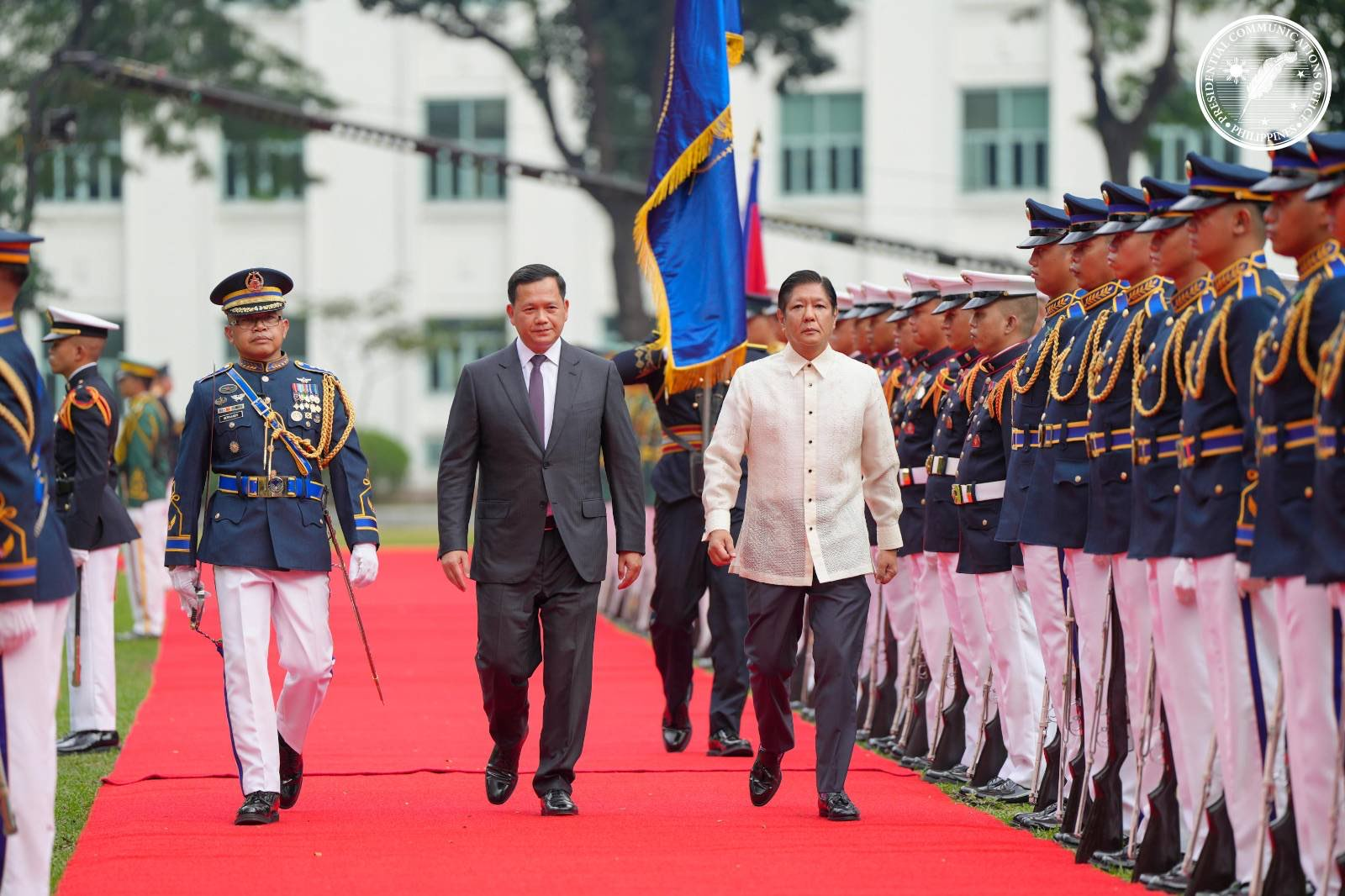
2025년 2월 11일 마닐라에서 페르디난드 마르코스 주니어 필리핀 대통령과 함께.

훈 센은 2021년 12월 처음으로 마넷의 총리 후보 지지를 공개적으로 발표했다. 마넷은 총리직에 대한 관심을 공개적으로 표명한 적이 없지만, 여러 정부 장관과 당원, 그리고 영향력 있는 캄보디아 인민당 상임위원회로부터 강력한 지지를 받았다. 그러나 훈 센은 승계는 2028년 선거 이후에나 이루어질 것이라고 강조했다.
마넷은 2023년 총선에서 프놈펜 제1순위 후보로 출마했는데, 이는 총리로 임명되기 위한 요건이다. 캄보디아 인민당이 압승을 거둔 선거 사흘 후, 훈 센은 사임을 발표하고 마넷이 새 총리가 될 것임을 확인했다. 새 내각은 8월 22일 취임했다. 이 선거는 국제 옵저버들로부터 제한적인 정치 환경에서 치러졌으며 자유롭지도 공정하지도 않다는 비판을 널리 받았다. 주요 야당은 선거 두 달 전에 자격이 박탈되었고, 야당 지도자는 투옥되었다. 8월 7일, 노로돔 시하모니 국왕은 왕실 법령을 통해 마넷을 새 총리로 공식 지명했다. 그는 마넷에게 8월 22일 국민의회 신임 투표를 거쳐 제7대 정부를 구성하도록 요청했다. 마넷의 내각은 8월 22일 국민의회에서 만장일치로 승인되었다. 2024년 2월, 마넷은 자신의 남동생인 훈 마니를 현재의 공무원 장관직과 함께 부총리로 승진시켰다.
마넷이 총리로서 행한 공식적인 조치 중 하나는 2024년 3월 음악 트럭 경적을 금지한 것이었다. 그는 "큰 차의 음악 소리에 맞춰 거리에서 춤을 추는 것"이 불편하다고 말했다. 마넷은 또한 당국에 캄보디아 전역의 철도 교통을 개선하도록 지시했다. 2024년 8월 5일, 그의 행정부는 메콩강과 캄보디아 해안을 연결하여 국가의 베트남 항구 의존도를 크게 줄일 수 있는 논란의 여지가 있는 푸난 테초 운하 프로젝트를 시작했다. 캄보디아-라오스-베트남 개발 삼각 지대(CLV-DTA) 또한 캄보디아의 4개 주가 이웃 국가에 할양될 수 있다는 우려로 대중의 감시를 받고 있다. 캄보디아는 결국 9월 23일 CLV-DTA에서 철수했다.

### 태국 국경 충돌
총리로서 마넷은 7월에 2025년 캄보디아-태국 국경 위기의 확대 국면을 감독했다.

## 개인 생활
훈 마넷은 캄보디아 노동직업훈련부 전 국무장관 피치 소포안의 딸인 피치 찬모니와 결혼했다.

## 선거 이력

### 국민의회
| 선거 | 목록 | 목록 | No. | 선거구 | 득표    | 득표   | 득표 | 결과 |
| 선거 | 목록 | 목록 | No. | 선거구 | 합계    | %      | 순위 | 결과 |
| ---- | ---- | ---- | --- | ------ | ------- | ------ | ---- | ---- |
| 2023 |      | CPP  | 1   | 프놈펜 | 627,436 | 82.26% | 1위  | 당선 |

## 내용주
1. ↑  UNGEGN: Sâmdéch Môhabâvôrôthĭbâtei Hŭn Manêt
ALA-LC: Samṭec Mahāpavaradhipatī H′un M″āṇaet
km

## 같이 보기
- 정치 가문
- 족벌주의